# Chong Wei Lee
Chong Wei Lee (xinès simplificat: 李宗伟) (n. el 21 d'octubre de 1982) és un jugador de bàdminton professional de Malàisia. Naixia a Parit Buntar, Perak i més tard passà a Bukit Mertajam, Penang. Va rebre la seva primera educació en Escola Primària Jit Sin (B) i continuà el seu ensenyament secundari a Sekolah Menengah Kebangsaan Berapit. Se l'admetí a Escola Bukit Jalil Sports per llavors omplir la seva Forma 4 i Forma 5 d'estudis.
És en una relació amb Wong Mew Choo, el primer jugador olímpic de bàdminton de Malàisia.
El 17 d'agost del 2008 guanyà la medalla de plata als Jocs Olímpics d'Estiu 2008, metall que repetí en els Jocs Olímpics d'Estiu de 2012 celebrats a Londres (Regne Unit) i en els Jocs Olímpics d'Estiu de 2016 realitzats a Rio de Janeiro (Brasil).